# Піщанська сільська рада (Камінь-Каширський район)
Піщанська сільська рада — орган місцевого самоврядування у Камінь-Каширському районі Волинської області з адміністративним центром у с. Піщане.

## Населені пункти
Сільській раді підпорядковані населені пункти:
- с. Піщане

## Населення
Згідно з переписом УРСР 1989 року чисельність наявного населення села становила 1292 особи, з яких 644 чоловіки та 648 жінок.
За переписом населення України 2001 року в селі мешкали 1332 особи.

### Мова
Розподіл населення за рідною мовою за даними перепису 2001 року:
| Мова       | Відсоток |
| ---------- | -------- |
| українська | 99,85 %  |
| російська  | 0,15 %   |

## Склад ради
Рада складається з 16 депутатів та голови.

## Керівний склад сільської ради
| ПІБ                      | Основні відомості                                                                | Дата обрання | Дата звільнення |
| ------------------------ | -------------------------------------------------------------------------------- | ------------ | --------------- |
| Смаль Ростислав Павлович | Сільський голова, 1969 року народження, освіта, член Української Народної Партії | 26.03.2006   | 31.10.2010      |
| Смаль Ростислав Павлович | Сільський голова, 1969 року народження, освіта вища, безпартійний                | 31.10.2010   |                 |

Примітка: таблиця складена за даними джерела